# Virgen de pie

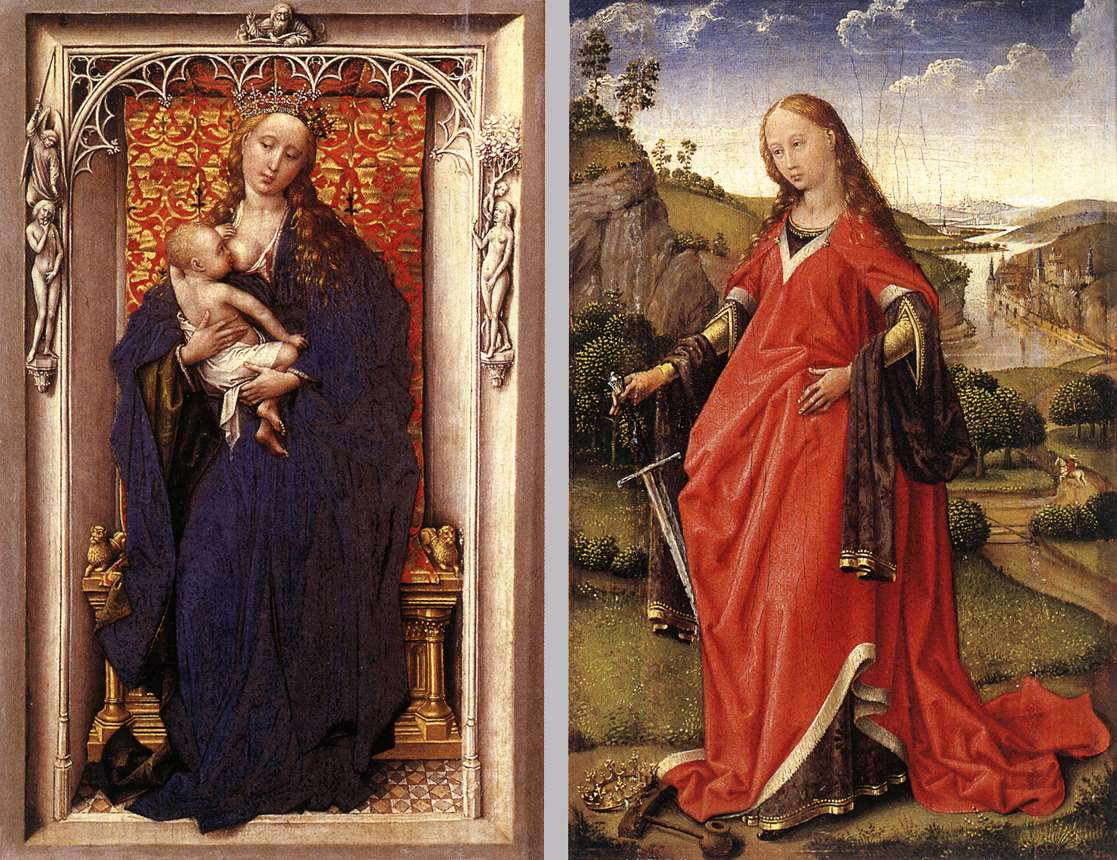
Virgen de pie y Santa Catalina, díptico de Viena.

La Virgen de pie (o Madonna de pie) es una pequeña pintura del artista primitivo flamenco Rogier van der Weyden datada aproximadamente en 1430–1432. Es la tabla izquierda de un díptico guardado en el Kunsthistorisches Museum (KHM) de Viena desde 1772. La tabla derecha muestra a Catalina de Alejandría y es también atribuido por el KHM a van der Weyden, pero es inferior en calidad y generalmente considerado obra de un miembro de su taller.
La tabla muestra a la Virgen y el Niño en un nicho ficticio, pintado. La arquitectura del nicho contiene figuras bíblicas y divinas en grisalla, incluyendo Dios Padre, el Espíritu Santo representado por una paloma, y Adán y Eva. La pintura está influida por el Políptico de Gante de Jan van Eyck, el cual el artista más joven probablemente vio después de su traslado a Gante hacia 1432. Al igual que en la obra de van Eyck, incluye una figura viviente en un nicho, separa a Adán y Eva a los lados, y coloca la figura de Dios apoyada en el marco.

## Descripción

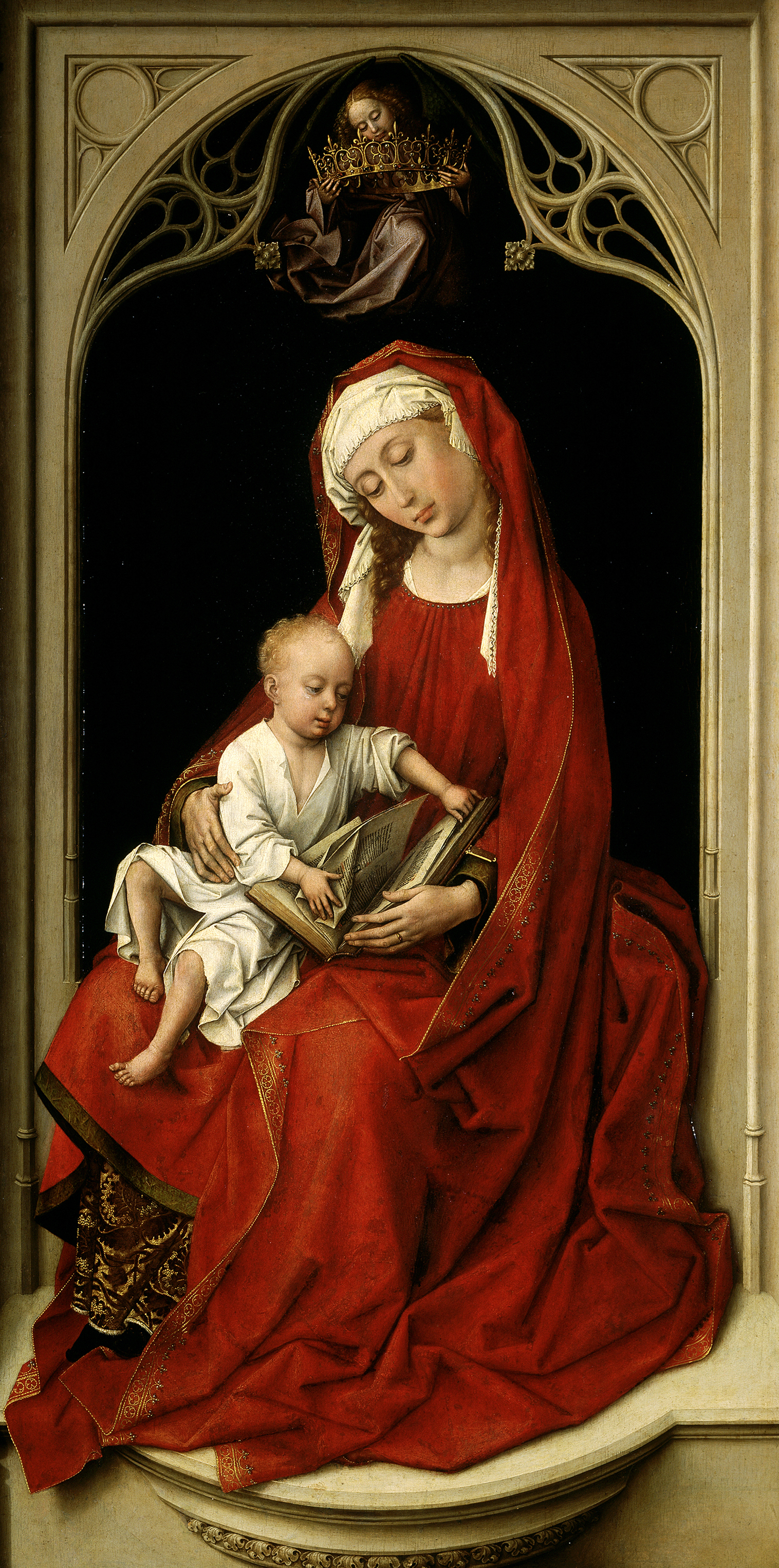
La Virgen Durán, óleo sobre tabla de roble, circa 1435–1438. Museo del Prado, Madrid.

La pintura es una Virgen Lactante. La Virgen y el Niño se encuentran en un espacio delimitado por el rico brocado que cubre el trono en la parte posterior y la delicada tracería delante, un aplanamiento del espacio que es considerado por Panofsky inconfundiblemente rogeriano. Es una técnica que refinará aún más en su Virgen Durán de 1435–1438. En este trabajo, María de pie sostiene al niño en brazos mientras lo amamanta. El color azul de su túnica puede aludir a su devoción y fidelidad a su hijo. Lleva una corona, como Reina de los Cielos. El Niño está desnudo excepto por una tela de lino blanca, presagiando la mortaja que envolverá su cuerpo más tarde en el Descendimiento.
El nicho alrededor de las figuras centrales contiene varias figuras bíblicas en grisalla. Dios Padre es mostrado en la parte superior central, justo encima de la moldura cóncava del nicho. Aparece acortado frontalmente, dando la impresión de emerger de las nubes que lo rodean. Parece inclinarse adelante con la diestra bendiciendo y la otra mano descansando en el marco, una postura probablemente tomada de la representación del profeta Miqueas en el luneto derecho en el panel exterior del retablo de Gante. En ambas representaciones la figura es mostrada directamente encima de María, mirando hacia abajo y descansando en el marco de la pintura. En la tabla actual, una paloma se cierne sobre María, simbolizando el Espíritu Santo.
A derecha e izquierda de la Virgen aparecen las estatuillas de Adán y Eva, haciendo referencia a la Redención. Eva está bajo un manzano, con una gran serpiente con cabeza humana enrollada alrededor del tronco. Come la fruta prohibida, indicando que está descrita en el momento de la caída del Hombre. Aun así Roger evita cualquier elemento narrativo invirtiendo la representación típica de la primera pareja; Adán está a la izquierda, Eva a la derecha. Inusualmente para el arte hasta entonces, están separados, divididos a cada lado del fingido marco escultórico. Otra vez, es probablemente un elemento tomado del retablo de Gante, donde la pareja está separada por cinco paneles. Los leones en los apoyabrazos de la silla detrás de la Virgen indican que se encuentra delante del Trono de Salomón, también descrito por van Eyck en su Virgen de Lucca, presentando la tradición del Trono de Sabiduría.
Al retratar las figuras secundarias en grisalla, Rogier está haciendo una distinción entre lo terrenal, representado por las figuras de carne y hueso, y lo divino, descrito como congelado en el tiempo, como una estructura escultórica.

## Datación
Esta pintura junto con la Virgen con el Niño entronizados es generalmente citada como los trabajos más antiguos conservados de van der Weyden. El historiador del arte Erwin Panofsky sugirió que fueron realizadas mientras todavía se encontraba en el taller de Robert Campin. John Ward de la Universidad de la Florida sugiere que la Virgen de pie fue ejecutada después de dejar el taller de Campin para viajar a Gante, donde probablemente vio el recién presentado gran políptico de Gante de Jan van Eyck que está firmado y datado el 6 de mayo de 1432 en su marco.
Karl Birkmeyer, nota muchos más elementos tomados de van Eyck, y también cree que la tabla fue completada después de que Rogier terminara su aprendizaje. Se basa en evidencia documental conservada que el artista no dejó el estudio de Campin hasta el 1 de agosto de 1432, y que el trabajo ofrece una técnica y habilidad compositiva que ya indica la capacidad y libertad creativa de un maestro artesano. Birkmeyer continúa indicando que los motivos tomados de van Eyck no son meras copias o ecos, sino que Rogier los construye y absorbe en su propio lenguaje expresivo. Muchos de los motivos los retomará en trabajos más maduros; en particular, en la mayor abstracción de la Virgen Durán.

## Galería

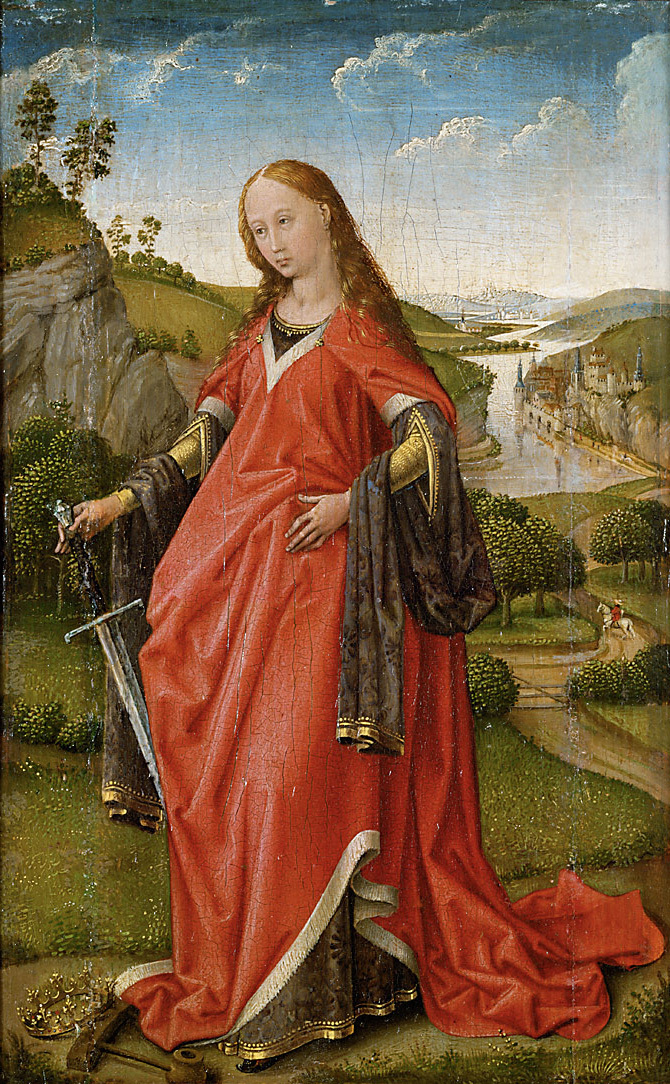
Tabla compañera de la obra, Rogier van der Weyden - Santa Catalina de Alejandría, circa 1430–1432, óleo sobre tabla (panel derecho del díptico en el Kunsthistorisches Museum, Viena).
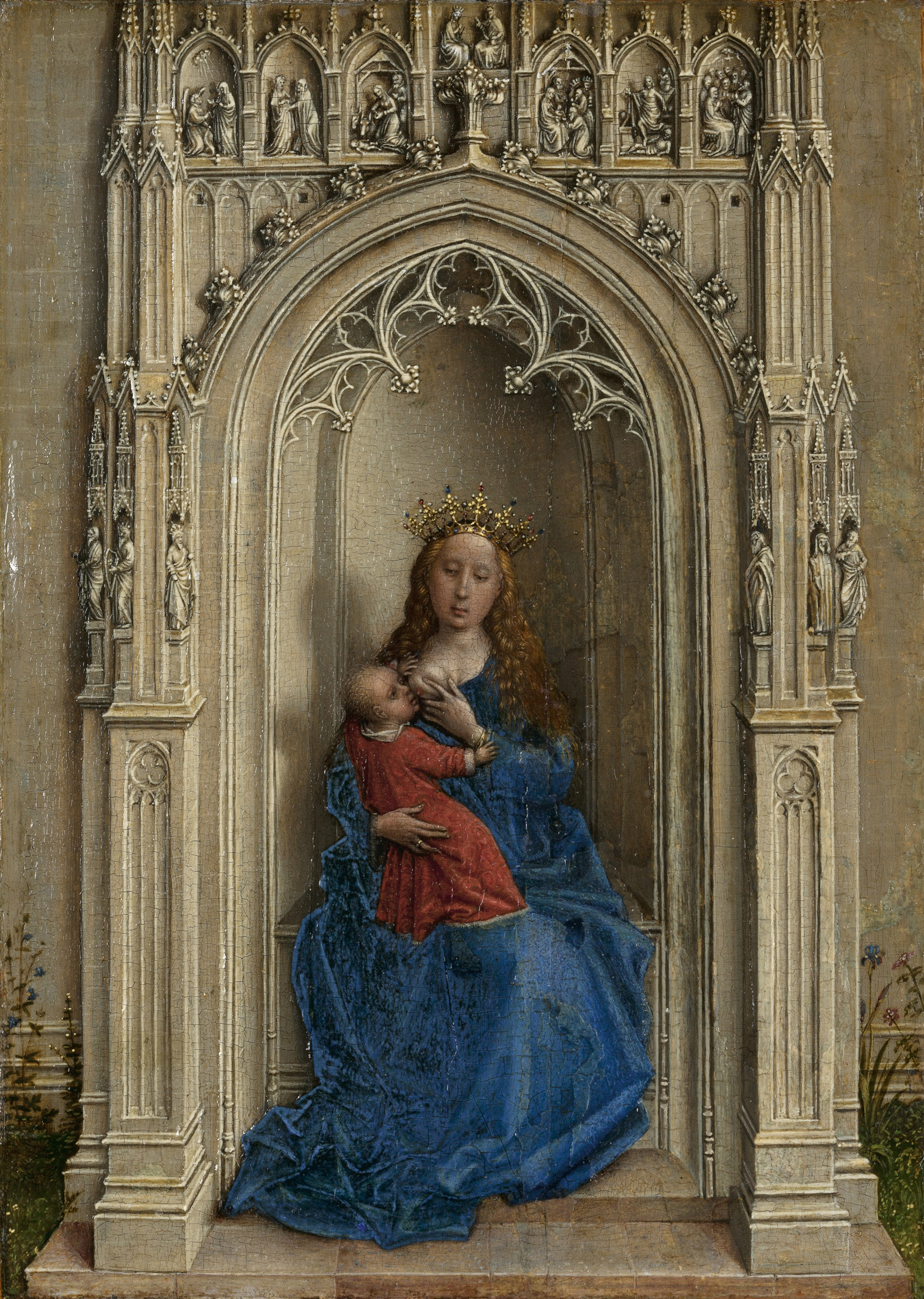
Virgen con el Niño entronizados, óleo sobre tabla, hacia 1433, Museo Thyssen-Bornemisza.